# Colombo Cricket Club Ground
Der Colombo Cricket Club Ground ist ein Cricketstadion in Maitland Crescent, Colombo, Sri Lanka.

## Kapazität und Infrastruktur
Die Kapazität des Stadions beträgt heute 6000 Plätze. Es befindet sich in direkter Nähe zu zwei weiteren Cricketstadien, dem Sinhalese Sports Club Ground und dem Nondescripts Cricket Club Ground. Die beiden Wicketenden sind das Press Box End und das Pavilion End.

## Internationales Cricket
Das erste Test-Match in diesem Stadion fand im März 1984 zwischen Sri Lanka und Neuseeland statt. Seitdem wurde es noch für je ein weiteres Test-Spiel bei den Touren Pakistans in der Saison 1985/86 und Neuseelands in der Saison 1987 genutzt. Seitdem fanden hier keine weiteren internationalen Begegnungen statt, jedoch wird es teilweise für die Austragung von Tour Matches genutzt.

## Nationales Cricket
Das Stadion ist die Heimstätte des Colombo Cricket Club und wird von diesem bei den nationalen Meisterschaften verwendet. Das erste First-Class-Spiel fand hier im Jahr 1927 statt.